# غردة سنغ (ورغاهان)
غردة سنغ (بالفارسية: گرده‌سنگ) هي منطقة سكنية تقع في إيران في قسم ورغاهان الریفي. يقدر عدد سكانها بـ 72 نسمة .